# Chính sách thị thực của Thành Vatican
Mặc dù Thành Vantican không phải một thành viên của Liên minh Châu Âu hoặc Khu vực Kinh tế Châu Âu, nó vẫn duy trì biên giới mở với Ý và được coi là một phần của Khối Schengen. Vì chỉ có thể đến Thành Vatican qua Ý nên không thể đến đây nếu không đến Khối Schengen và vì thế phải xin thị thực Khối Schengen. Tuy nhiên, Thành Vatican City không có chỗ ở cho du khách (khách sạn hay căn hộ cho thuê), vì thế khách không thể ở qua đêm tại đây.

## Thỏa thuận song phương
Thành Vatican ký những thỏa thuận miễn thị thực song phương mà chỉ có giá trị biểu tượng với du khách nước ngoài nhưng có hiệu lực với người sở hữu hộ chiếu Vatican.